# Na Dae-yong
Na Dae-yong (* 1556 in Naju; † 1612) war ein koreanischer Militäroffizier und Schiffskonstrukteur im 16. Jahrhundert. Er ist vor allem als Erbauer des sogenannten Schildkrötenschiffs bekannt, welches sich während des Imjin-Kriegs zwischen 1592 und 1598 als eine der wirksamsten Waffen der koreanischen Seestreitkräfte erwies.

## Leben und militärische Laufbahn
Na Dae-yong wurde im Jahr 1556 in der Stadt Naju in der Jeolla-Provinz geboren. Genaueres über sein Leben ist nicht bekannt. Na absolvierte seine Militärprüfung erfolgreich im Jahre 1583, bevor er 1591 zusammen mit seinem Vetter Na Chi-yong mit dem Rang eines Leutnants in den Dienst der Linken Jeolla-Marinedivision unter dem Admiral Yi Sun-sin eintrat.
In der Linken Jeolla-Division arbeitete Na als Schiffskonstrukteur, der sich mit dem Design und dem Bau des Geobukseon einen Platz in der Militärgeschichte Koreas sicherte. Er kämpfte während der japanischen Invasion Koreas auch als Offizier an der Kriegsfront; Yi Sun-sin erwähnt in einer seiner ersten Eintragungen in seinen Kriegstagebüchern, wie Na während der Seeschlacht von Sacheon von einer japanischen Arkebusenkugel verletzt wird, aber überlebt.
Im Jahre 1594 wurde Na zum Magistrat von Kangjin ernannt, und auch nach dem Krieg beschäftigte er sich weiter mit der Entwicklung neuer Kampfschiffe, die zum Teil auf seinem Gebukseon-Design basierten. 1611 wurde Na zum Marinekommandeur der Provinz Kyung-gi ernannt, starb aber an den Spätfolgen seiner Kriegsverletzungen, bevor er den Posten antreten konnte.

## Moderne Ansichten
Im Westen wurde lange Zeit Yi Sun-sin als der eigentliche Schöpfer des Schildkrötenschiffs kreditiert, wobei Nas Rolle als dessen Konstrukteur weitgehend vernachlässigt wurde.
Na zu Ehren wurde im Jahr 2000 ein Diesel-U-Boot der Chang Bogo-Klasse, die SS-069, nach ihm benannt.
Na Dae-yong erscheint als eine wichtige Nebenfigur in der koreanischen Historiendramaserie Immortal Admiral Yi Soon-shin, gespielt von Lee Sang-in. Na wird dort als ein enthusiastischer Mensch mit überschäumendem Einfallsreichtum porträtiert, dessen unkonventionelle Denkweise schließlich für die Konzeption des Schildkrötenschiffs verantwortlich ist.